# The Mindy Project
The Mindy Project est une série télévisée américaine en 117 épisodes de 23 minutes créée par Mindy Kaling et diffusée du 25 septembre 2012 au 24 mars 2015 sur le réseau Fox, et du 15 septembre 2015 au 14 novembre 2017 sur Hulu. Au Canada, elle est diffusée depuis le 25 septembre 2012 sur le réseau Citytv.
En France, la série a été diffusée du 21 novembre 2014 au 31 mai 2019 sur Comédie +. Cependant elle reste inédite dans tous les autres pays francophones.

## Synopsis
Drôle et excentrique, Mindy Lahiri, gynécologue-obstétricienne, peut citer toutes les comédies romantiques qui existent. En dépit d'une carrière couronnée de succès, elle a désespérément besoin de rompre ses mauvaises habitudes dans sa vie personnelle. Après tout, combien de médecins font des toasts inappropriés au mariage de leur ex-petit ami, sont sur le point de se noyer au fond de la piscine d'un inconnu et se font arrêter pour conduite en état d'ivresse quelques instants avant d'avoir à accoucher un bébé ? À la suite de son comportement survenu au mariage de son ex-petit ami, Mindy est déterminée à être plus ponctuelle, à dépenser moins d'argent, à perdre du poids et surtout trouver l'élu de son cœur.

## Distribution

### Acteurs principaux
- Mindy Kaling (VF : Audrey Sablé) : Dr Mindy Lahiri
- Ed Weeks (en) (VF : Stéphane Pouplard) : Dr Jeremy Reed
- Ike Barinholtz (VF : Serge Faliu) : Morgan Tookers (à partir de l'épisode 13, récurrent épisodes 2 à 12)
- Beth Grant (VF : Françoise Pavy) : Beverly Janoszewski (à partir de l'épisode 15, invitée épisode 2)
- Xosha Roquemore (VF : Fily Keita) : Tamra Webb (depuis la saison 2, récurrente saison 1)
- Fortune Feimster (VF : Chantal Baroin) : Colette Kimball-Kinney (saisons 4 à 6)
- Rebecca Rittenhouse (VF : Pascale Chemin) : Dr Anna Ziev (récurrente saison 5, principale saison 6)

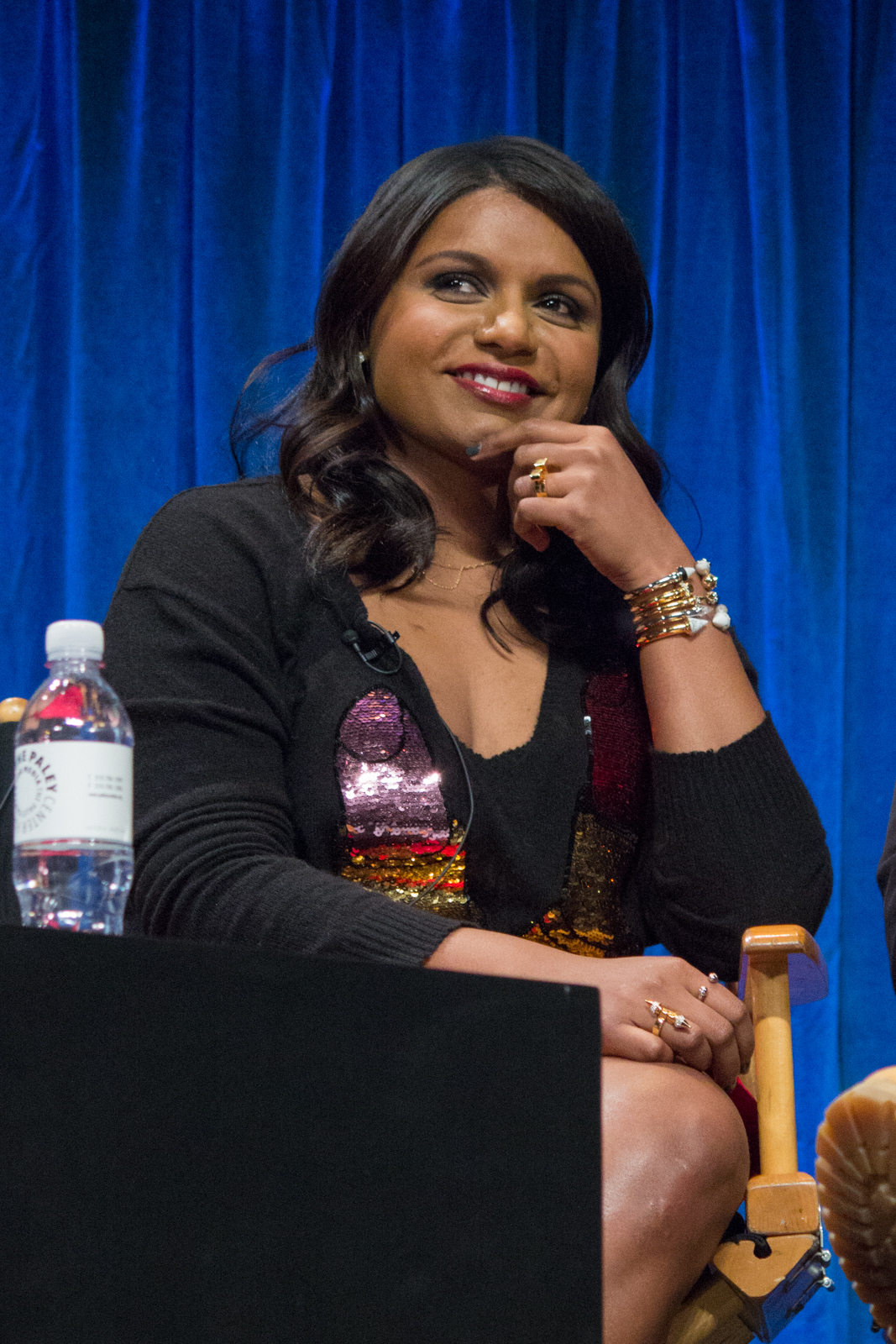
Mindy Kaling dans le rôle du Dr Mindy Lahiri.
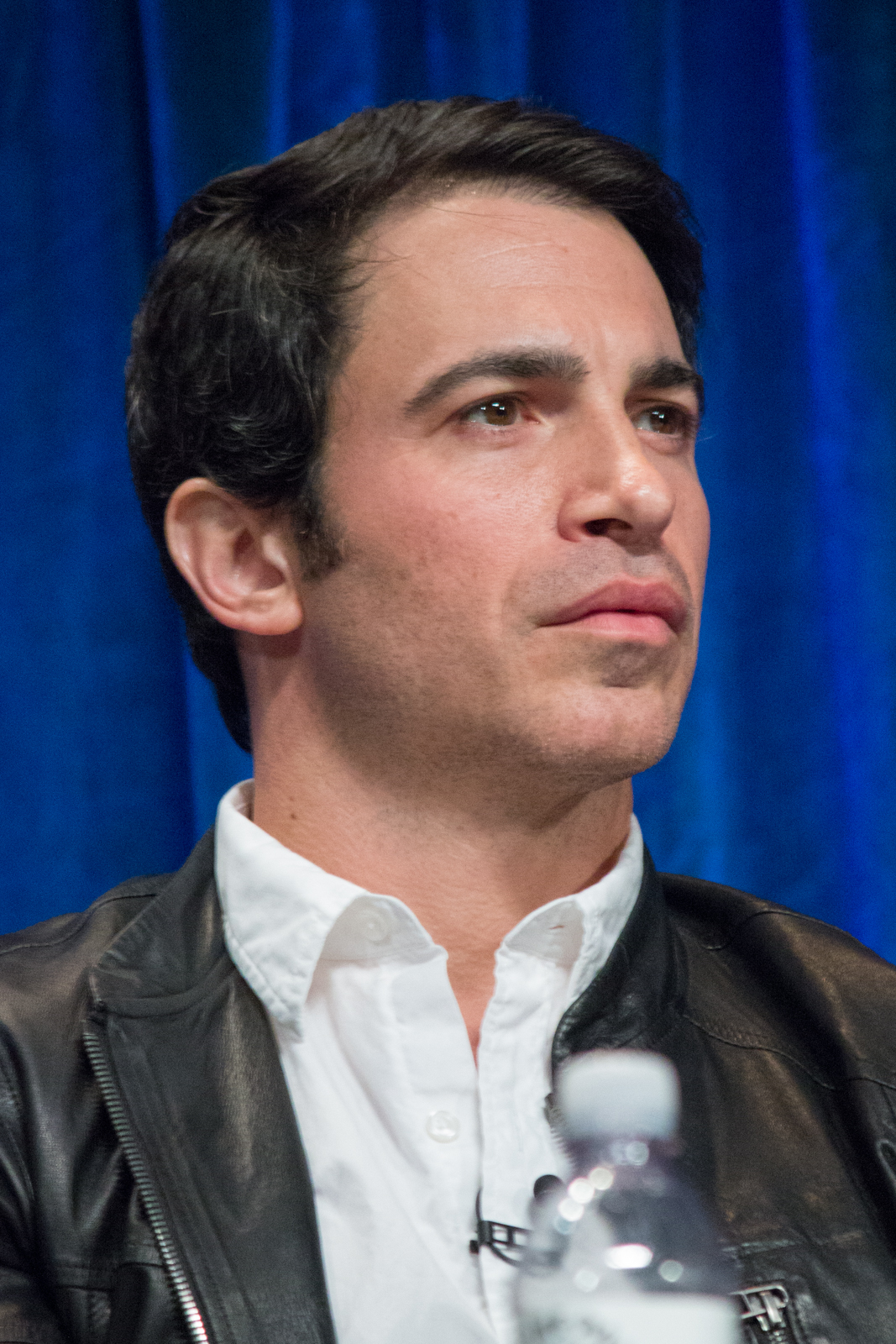
Chris Messina dans le rôle du Dr Danny Castellano.
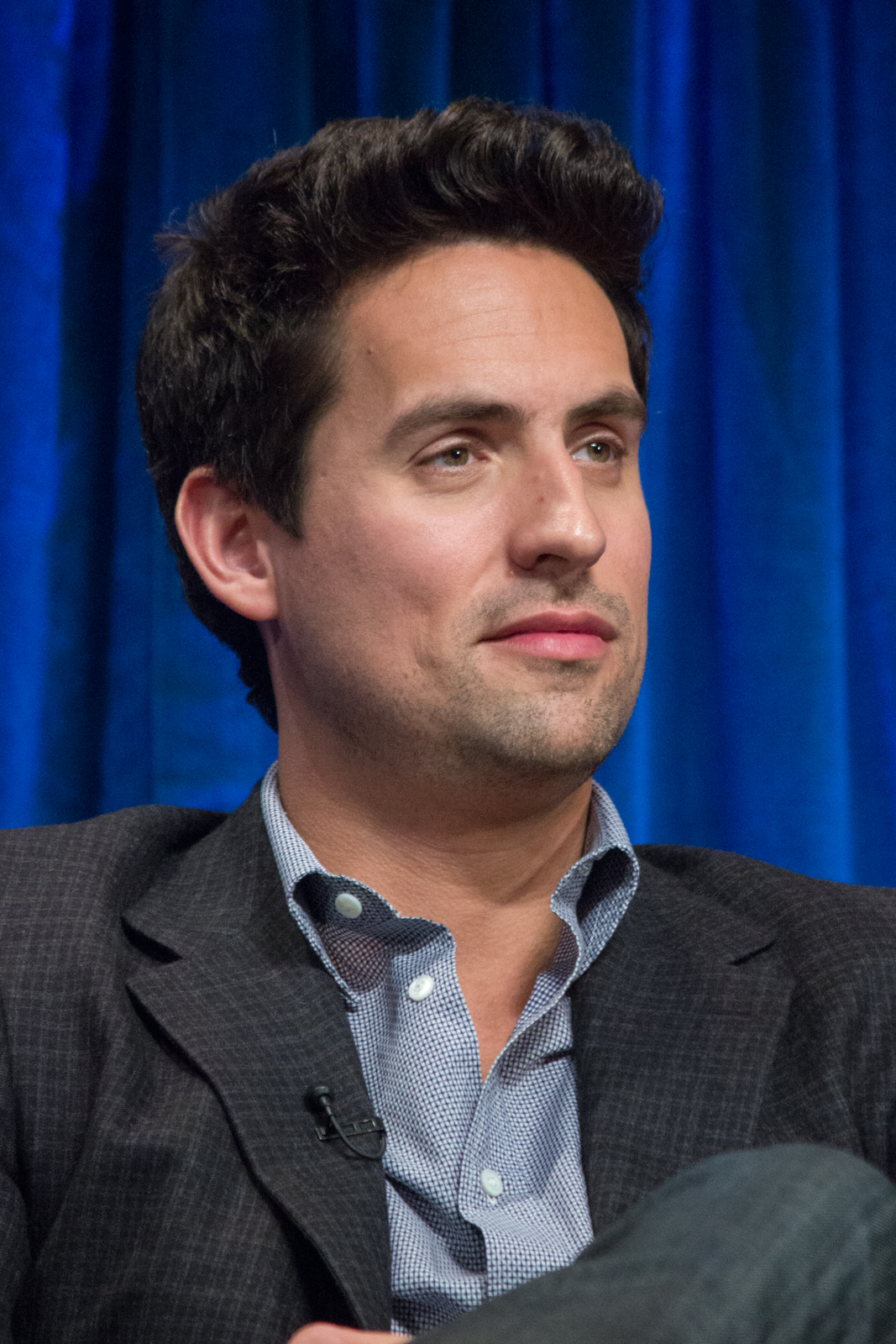
Ed Weeks (en) dans le rôle du Dr Jeremy Reed.
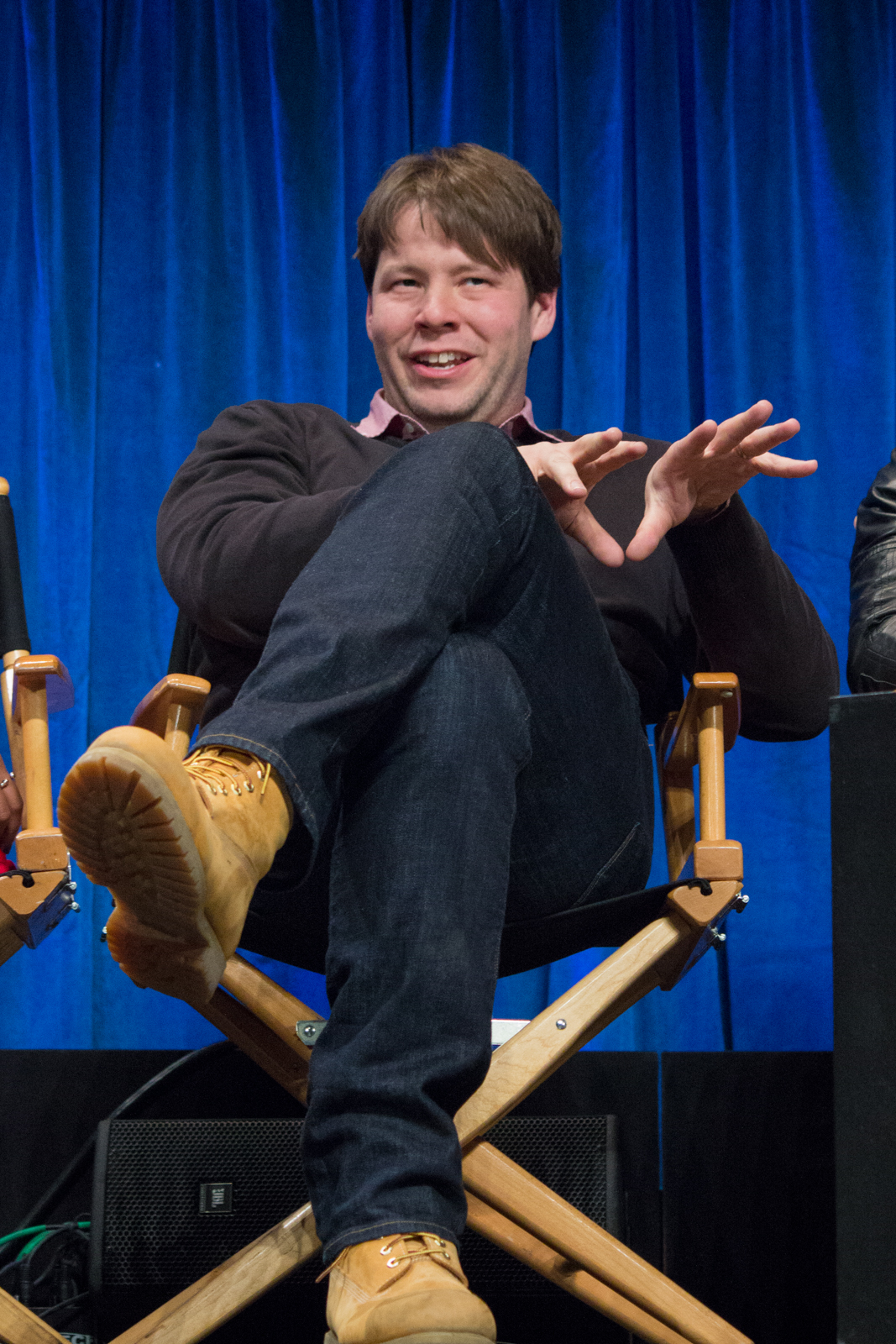
Ike Barinholtz dans le rôle de Morgan Tookers.
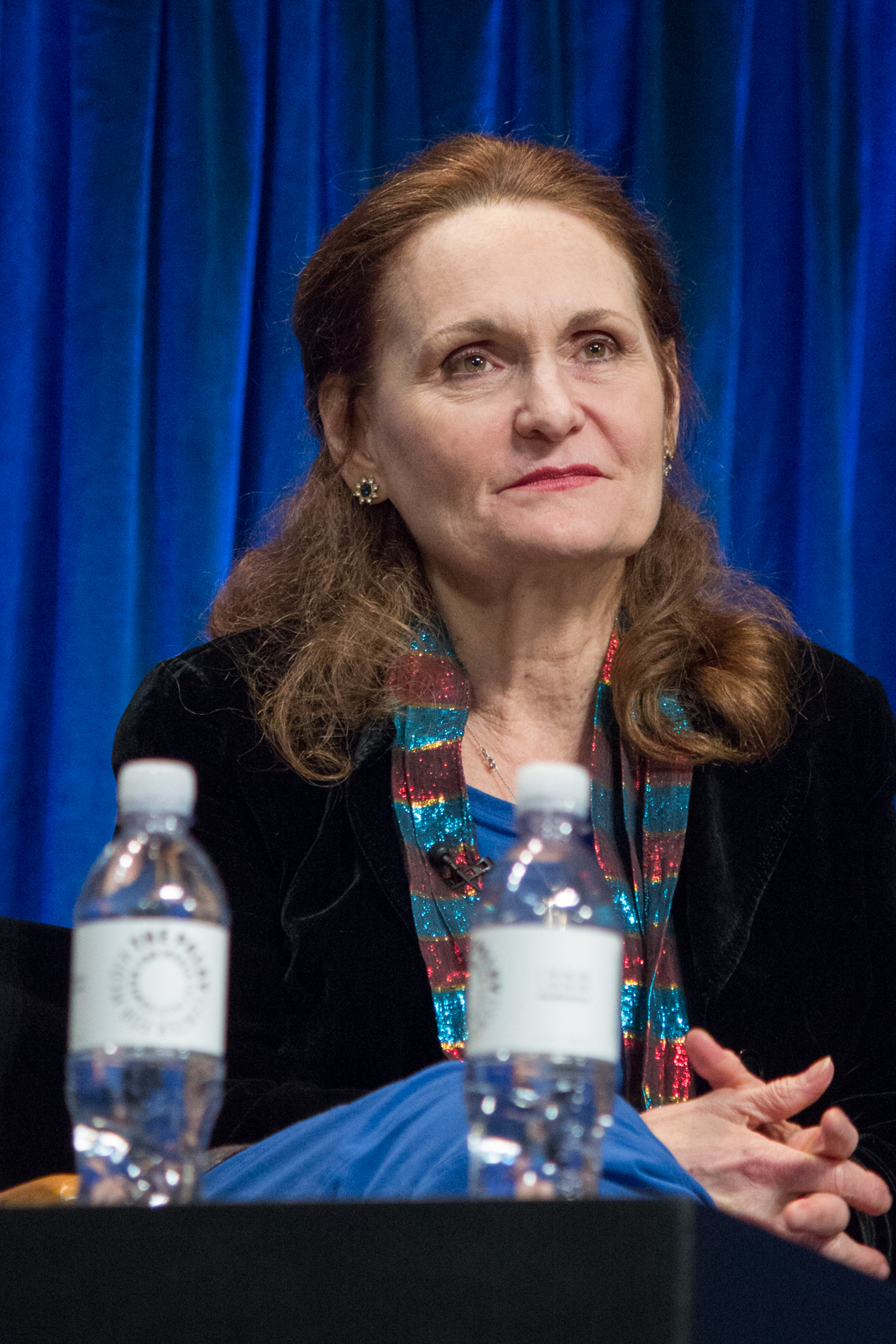
Beth Grant dans le rôle de Beverly Janoszewski.

Anciens acteurs principaux
- Stephen Tobolowsky (VF : Bernard Alane) : Dr Marc Shulman (épisodes 1 à 8)
- Amanda Setton (VF : Marie Giraudon) : Shauna DiCanio (épisodes 1 à 12)
- Anna Camp (VF : Karine Foviau) : Gwen Grandy (épisodes 1 à 12, invitée épisode 17)
- Zoe Jarman (en) (VF : Claire Baradat) : Betsy Putch (saisons 1-2)
- Chris Messina (VF : Xavier Fagnon) : Dr Danny Castellano (saisons 1 à 4, récurrent saison 5)
- Adam Pally (VF : Jérémy Prévost) : Dr Peter Prentice (saisons 2 et 3 - récurrent saison 4, invité saisons 5 et 6)

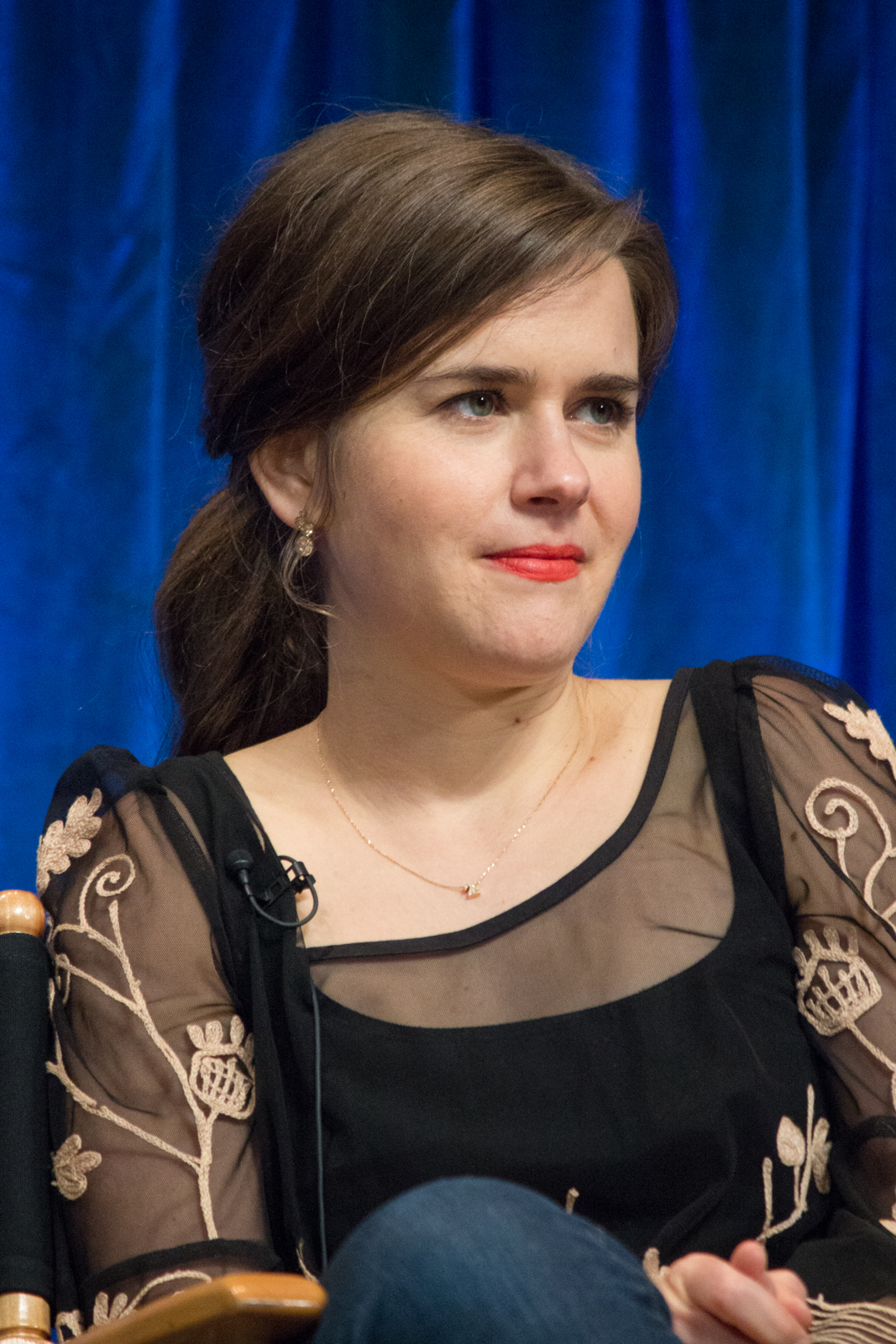
Zoe Jarman dans le rôle de Betsy Putch.
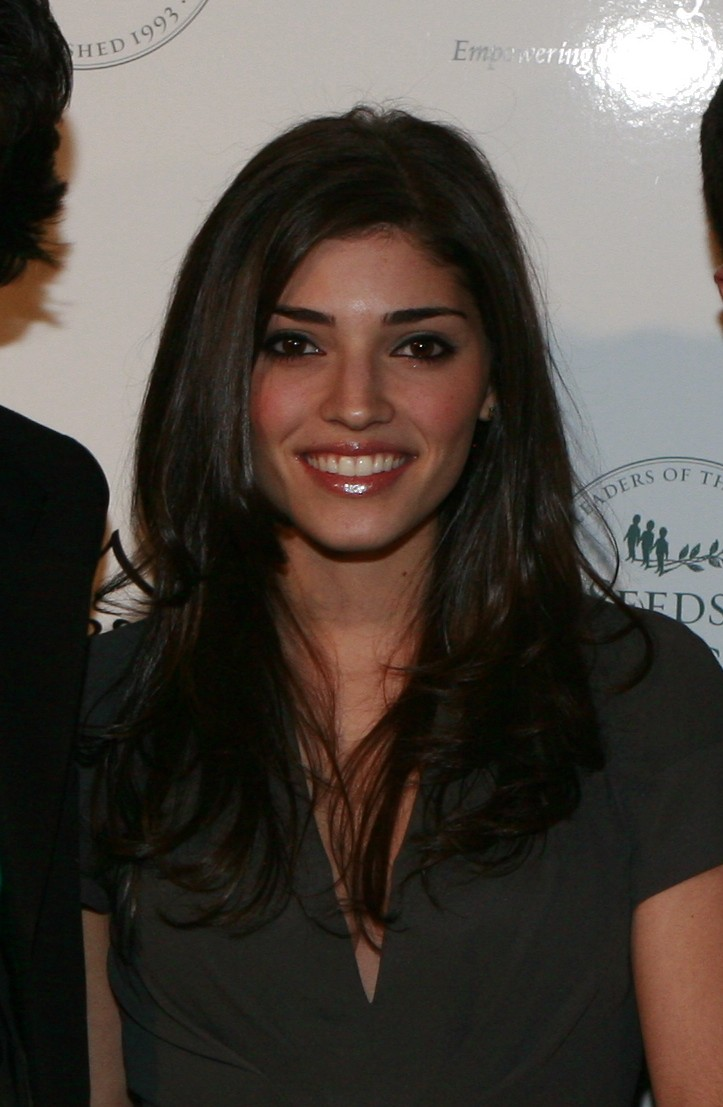
Amanda Setton dans le rôle de Shauna DiCanio.
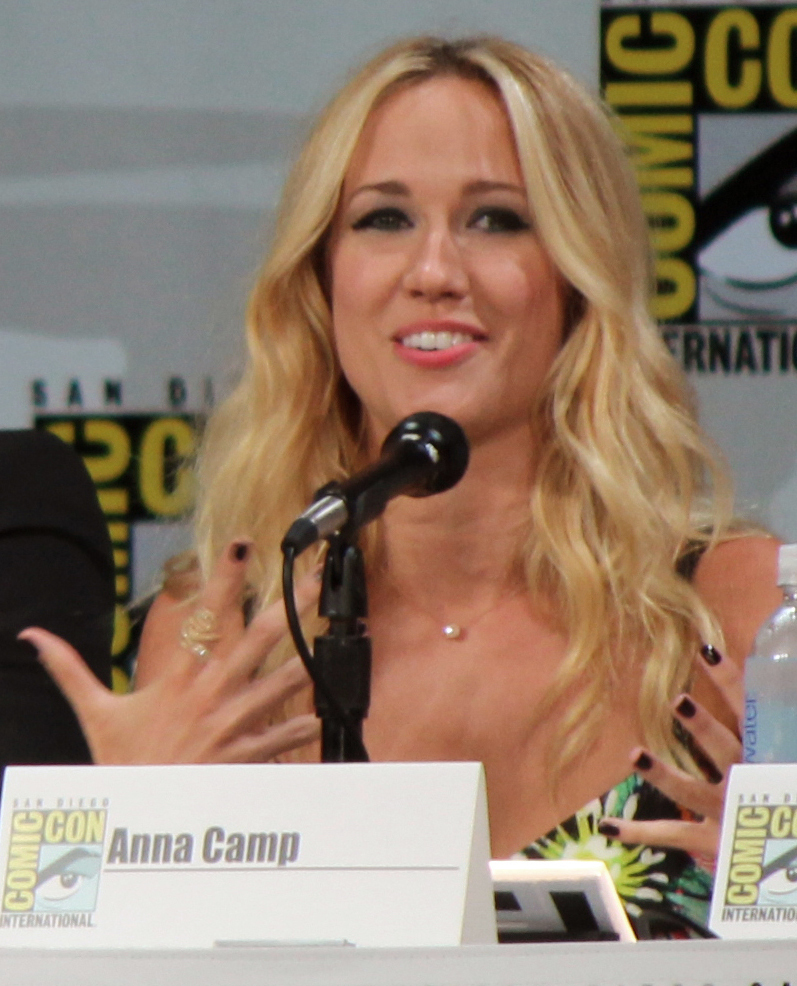
Anna Camp dans le rôle de Gwen Grandy.
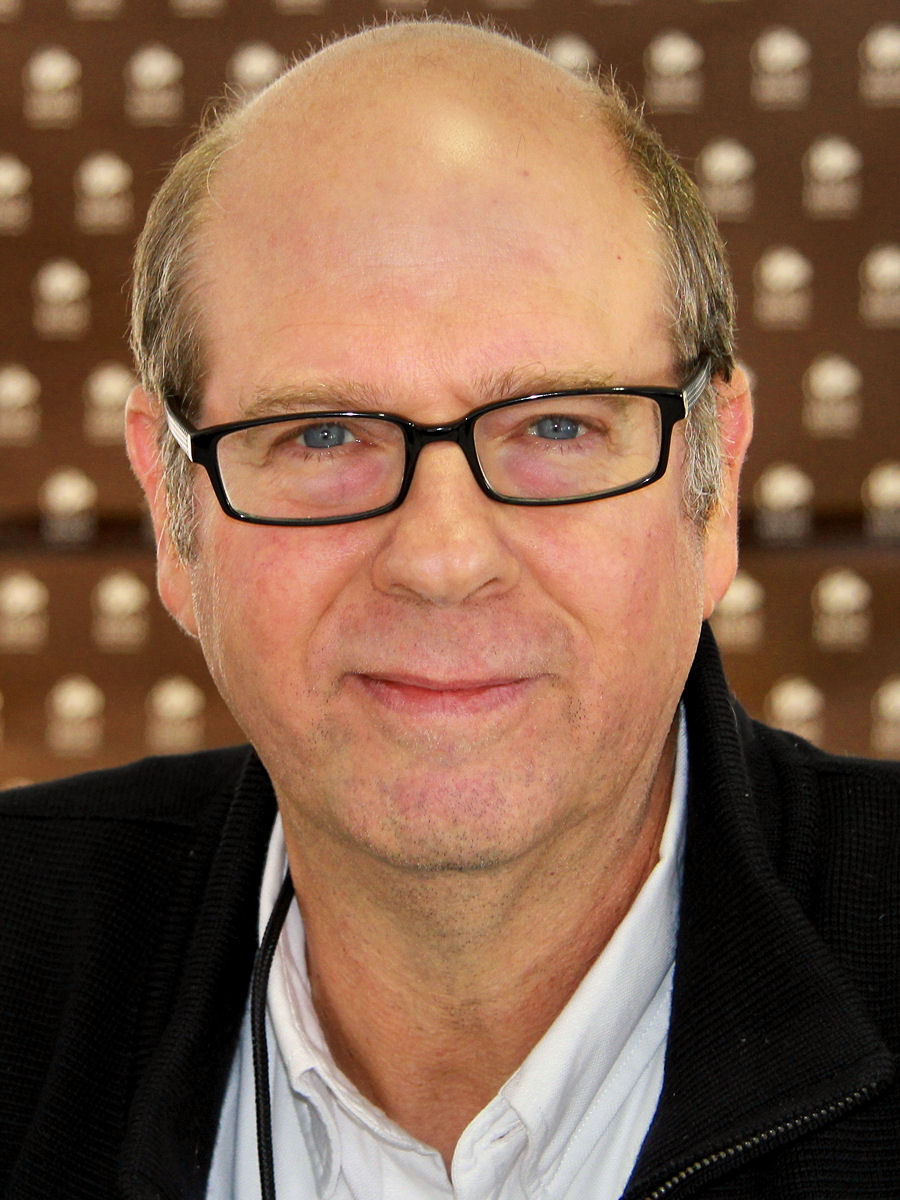
Stephen Tobolowsky dans le rôle du Dr Marc Shulman.
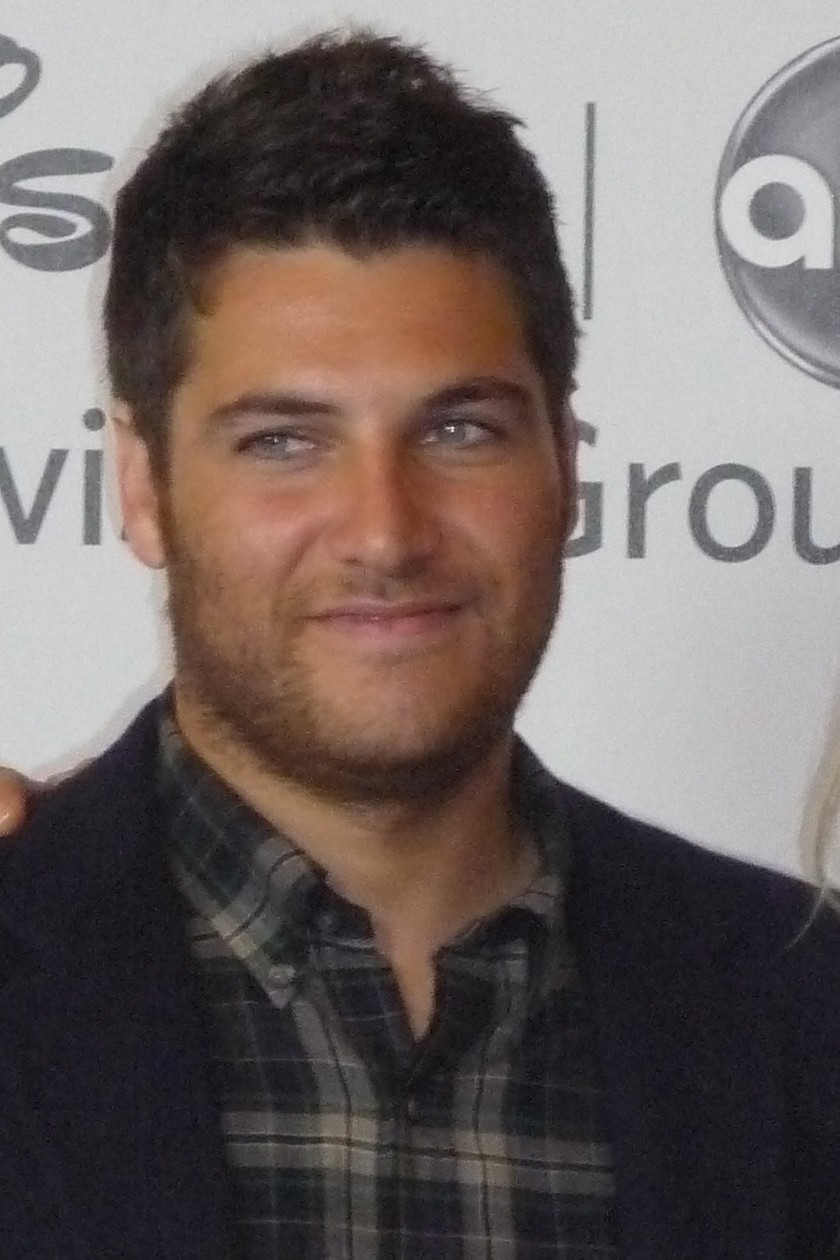
Adam Pally dans le rôle du Dr Peter Prentice.

### Acteurs récurrents
- Tommy Dewey (en) (VF : Alexandre Gillet) : Josh Daniels (saison 1)
- Bill Hader (VF : Stéphane Ronchewski) : Tom McDougall (saison 1, invité saison 2)
- Avriella Ford (VF : Anouck Hautbois) : Riley Grandy (saison 1)
- Mort Burke (VF : Cyril Aubin) : Parker (saison 1)
- Mark Duplass (VF : Fabien Briche) : Brendan Deslaurier (depuis la saison 1)
- Jay Duplass (VF : Taric Mehani) : Duncan Deslaurier (saisons 1, 2 et 4)
- Chloë Sevigny (VF : Sybille Tureau) : Christina (saisons 1 et 2)
- Kelen Coleman (en) (VF : Bénédicte Bosc) : Alex (saison 1)
- Jane Macfie (VF : Cathy Cerdà) : Doris (saison 2, invitée saisons 1 et 4)
- Ellie Kemper (VF : Lydia Cherton) : Heather (saison 1, invitée saison 2)
- Allison Williams (VF : Barbara Beretta) : Jillian (saison 1)
- Ed Helms (VF : Olivier Cordina) : Dennis (saison 1)
- James Franco (VF : Philippe Valmont) : Dr Paul Leotard (saison 2)
- Timothy Olyphant (VF : Jean-Pierre Michaël) : Graham Logan (saison 2)
- Ben Feldman (VF : Fabrice Fara) : Jason Richman (saison 2)
- Kendra Wilkinson : elle-même (saison 2)
- Glenn Howerton (VF : Martial Le Minoux) : Cliff Gilbert (saisons 2 et 3)
- Max Minghella (VF : Paolo Domingo) : Richie Castellano (saison 2)
- Josh Peck (VF : Vincent de Boüard) : Ray Ron (saison 2)
- Rhea Perlman (VF : Marie-Martine) : Annette Castellano, mère de Danny (saison 3)
- Fred Grandy (VF : Patrick Préjean) : Dr Ledreau (saison 3)
- Tate Ellington (VF : Jérémy Bardeau) : Rob Gurglar (saison 3)
- Julia Stiles (VF : Dorothée Pousséo) : Dr Jessica Lieberstein (saison 3)
- Dan Bakkedahl (VF : Jérôme Wiggins) : Adrian Bergdahl (saison 3)
- Garrett Dillahunt (VF : Vincent Ropion) : Dr Jody Kimball-Kinney (saisons 4-6)
- Sakina Jaffrey (VF : Nathalie Karsenti) : Sonu Lahiri (saisons 4 et 5)
- Ajay Mehta (en) (VF : Gabriel Le Doze) : Tarun Lahiri (saisons 4 et 5)
- Eliza Coupe (VF : Laura Blanc) : Chelsea (saison 5, invitée saison 4)
- Maria Thayer (VF : Edwige Lemoine) : Courtney (saison 4)
- Jay R. Ferguson (VF : Boris Rehlinger) : Drew Schakowsky (saison 4, invité saison 5)
- Bryan Greenberg (VF : Laurent Morteau) : Ben (saisons 5-6)
- Julie Bowen (VF : Juliette Degenne) : Daisy (saison 6)
- Ana Ortiz (VF : Hélène Bizot) : Dr Mary Hernandez (saison 6)

- Version française
  - Société de doublage : Nice Fellow[6]
  - Direction artistique : Patricia Legrand[6]
  - Adaptation des dialogues : Perrine Dézulier, Fanny Béraud, Marie Fuchez et Ilana Castro[6]
  - Enregistrement et mixage : Studios O'Bahamas (Daniel dos Reis)

 Source et légende : version française (VF) sur RS Doublage et Doublage Séries Database

## Production

### Développement
Le projet sans nom de Mindy Kaling était originellement développé pour le réseau NBC et a été relancé en janvier 2012 au réseau Fox.
Le 9 mai 2012, Fox a commandé la série, qui porte désormais le titre It's Messy, pour la saison 2012-2013, change de nom deux jours plus tard pour son titre actuel et lui a attribué lors du dévoilement de la programmation du réseau tenu le 14 mai 2012 la case horaire du mardi à 21 h 30.
Le 8 octobre 2012, Fox a commandé neuf épisodes supplémentaires, pour un total de 22 épisodes.
Le 4 mars 2013, la série a été renouvelée pour une deuxième saison
Le 19 octobre 2012, Fox a commandé deux autres épisodes supplémentaires, pour un total de 24 épisodes.
Le 7 mars 2014, la série a été renouvelée pour une troisième saison.
Le 6 mai 2015, Fox annule la série. Malgré l'annulation, la plateforme de vidéos à la demande Hulu est intéressée pour une éventuelle reprise de la série. Le 15 mai 2015, Hulu récupère la série en commandant une quatrième saison de vingt-six épisodes.
Le 4 mai 2016, la plateforme de vidéo à la demande, Hulu annonce la reconduction de la série, pour une cinquième saison de seize épisodes.
Le 29 mars 2017, la série est renouvelée pour une sixième et dernière saison.

### Casting
Les rôles ont été attribués dans cet ordre: Ed Weeks (en), Zoe Jarman et Dana DeLorenzo, Chris Messina, Anna Camp, Ed Helms, Bill Hader et Richard Schiff.
Au cours de l'été, Amanda Setton et Stephen Tobolowsky ont obtenu un rôle principal alors que Ike Barinholtz a obtenu un rôle récurrent. Le rôle de Dana DeLorenzo a disparu.
Le 20 novembre 2012, le rôle d'Amanda Setton a été éliminé et le rôle d'Anna Camp a été réduit à récurrent. Le 14 décembre 2012, un rôle régulier a été attribué à Beth Grant, puis le 8 janvier 2013, Ike Barinholtz a été promu aux réguliers.
Après les derniers épisodes de la première saison, Xosha Roquemore obtient un rôle régulier pour la deuxième saison.
Ajouté parmi les acteurs récurrents en juillet 2013, Adam Pally est ensuite promu parmi les acteurs réguliers.
Le 7 juin 2016, est annoncé que Chris Messina qui joue le rôle de Danny sera crédité récurrent lors de la cinquième saison.
Le 5 août 2016, Bryan Greenberg et Rebecca Rittenhouse, rejoignent la cinquième saison dans les rôles récurrents de Ben, un infirmier pédiatrique, et de Anna, une gynécologue.

### Fiche technique
- Producteurs exécutifs : Mindy Kaling, Howard Klein, B.J. Novak
- Société de production : Universal Television, 3 Arts Entertainment

## Épisodes
| Saison | Saison | Épisodes | Diffusion originale | Diffusion originale | Chaîne |
| Saison | Saison | Épisodes | Début de saison     | Fin de Saison       | Chaîne |
| ------ | ------ | -------- | ------------------- | ------------------- | ------ |
|        | 1      | 24       | 25 septembre 2012   | 14 mai 2013         | Fox    |
|        | 2      | 22       | 17 septembre 2013   | 6 mai 2014          | Fox    |
|        | 3      | 21       | 16 septembre 2014   | 24 mars 2015        | Fox    |
|        | 4      | 26       | 15 septembre 2015   | 5 juillet 2016      | Hulu   |
|        | 5      | 14       | 4 octobre 2016      | 28 mars 2017        | Hulu   |
|        | 6      | 10       | 12 septembre 2017   | 14 novembre 2017    | Hulu   |

### Première saison (2012-2013)
1. Il était une fois… (Pilot)
2. La Nouvelle assistante (Hiring and Firing)
3. Tous en boîte ! (In the Club)
4. Halloween (Halloween)
5. Danny Castellano est mon gynécologue (Danny Castellano is my Gynecologist)
6. Thanksgiving (Thanksgiving)
7. Amour, sexe et herpès (Teen Patient)
8. Deux contre un (Two To One)
9. Le Noël de Mindy & Josh (Josh and Mindy's Christmas Party)
10. Le Frère de Mindy (Mindy's Brother)
11. Le Lit superposé (Bunk Bed)
12. Le Coup d'un soir en dix leçons (Hooking Up Is Hard)
13. Harry et Sally 2.0 (Harry & Sally)
14. Harry & Mindy (Harry & Mindy)
15. Le Mindy Show (Mindy's Minute)
16. Un amour de jeunesse (The One That Got Away)
17. Bon anniversaire, Mindy (Mindy's Birthday)
18. L'Ami de Danny (Danny's Friend)
19. Dieu, Casey et moi (My Cool Christian Boyfriend)
20. Pretty Man (Pretty Man)
21. Une virée à Santa Fe (Santa Fe)
22. Le Triathlon (Triathlon)
23. La Soirée étudiante (Frat Party)
24. L'Ultimatum (Take Me With You)

### Deuxième saison (2013-2014)
Elle a été diffusée du 17 septembre 2013 au 6 mai 2014.
1. Une nouvelle vie (All My Problems Solved Forever…)
2. Le Nouveau "Dr L" (The Other Dr. L)
3. Le Festival de musique (Music Festival)
4. Magic Morgan (Magic Morgan)
5. Soirée saucisse (Wiener Night)
6. Le Club des mecs (Bro Club For Dudes)
7. Yo, viens skater avec moi (Sk8er Man)
8. Vous avez un sexto (You've Got Sext)
9. Mindy raciste (Mindy Lahiri is a Racist)
10. Les Célibattants (Wedding Crushers)
11. La Sexe-fête de Noël (Christmas Party Sex Trap)
12. En forme avec Danny (Danny Castellano Is My Personal Trainer)
13. Los Angeles (L.A)
14. Remise en question (The Desert)
15. Embrasse-moi, idiot (French Me, You Idiot)
16. Sextape, mensonges et méningite (Indian BBW)
17. Sexe, mensonges et sentiments (Be Cool)
18. La Vulve d'or (Girl Crush)
19. Coach sentimental (Think Like Peter)
20. Officier et gynéco (An Officer and a Gynecologist)
21. Une nouvelle voisine'(The Girl Next Door)
22. Danny et Mindy (Danny and Mindy)

### Troisième saison (2014-2015)
Elle a été diffusée du 16 septembre 2014 au 24 mars 2015.
1. Pas de secrets entre nous (We're a Couple Now, Haters!)
2. Le Piège à belles-mères (Annette Castellano Is My Nemesis)
3. Impôts, fraude et petits mensonges (Crimes & Misdemeanors & Ex-BFs)
4. Sexe, amour et dérapage (I Slipped)
5. Le Diable s'habille en survêtement (The Devil Wears Lands' End)
6. La Ponctualité selon Mindy (Caramel Princess Time)
7. La vérité sort de la bouche de Mindy (We Need to Talk About Annette)
8. Le Journal d'une indienne en colère (Diary of a Mad Indian Woman)
9. Comment perdre une mère en dix jours (How To Lose a Mom in Ten Days)
10. L'Appartement de la discorde (What About Peter?)
11. Joyeux Noël ! (Christmas)
12. Retour à la fac (Stanford)
13. San Francisco s'éveille… (San Francisco Bae)
14. La Chance de ma vie (No More Mr. Noishe Guy)
15. Dîner chez les Castellano (Dinner At The Castellanos)
16. Les Valeurs de la famille Lahiri (Lahiri Family Values)
17. Danny Castellano est mon nutritionniste (Danny Castellano is My Nutritionist)
18. Publicité, sincérité et fertilité (Fertility Bites)
19. Les Confessions d'un catholique (Confessions of a Catho-holic)
20. Des kilos et des hommes (What to Expect When You're Expanding)
21. Le Témoin (Best Man)

### Quatrième saison (2015-2016)
Elle a été diffusée du 15 septembre 2015 au 5 juillet 2016 sur Hulu et au Canada, le lendemain sur site web de Citytv, puis du 15 novembre 2015 au 7 juillet 2016 sur Citytv.
1. Dans mes rêves (While I Was Sleeping)
2. Une césarienne sinon rien (C Is For Coward)
3. Papa poule (Leo Castellano Is My Son)
4. Le Retour de la garce (The Bitch is Back)
5. Père au foyer désespéré (Stay at Home MILF)
6. En route pour la Californie (Road Trip)
7. Mindy et la nounou (Mindy and Nanny)
8. La Vie sans Danny (Later, Baby)
9. Une petite-amie contre un mari (Jody Kimball-Kinney is My Husband)
10. Mindy la veuve (The Departed)
11. Belles-mamans (The Lahiris and the Castellanos)
12. Le Piège de la maternité (The Parent Trap)
13. Quand Mindy rencontre Danny (When Mindy Met Danny)
14. Tu veux ou tu veux pas ? (Will They or Won't They)
15. Fast and serious (2 Fast 2 Serious)
16. Mindy fait ses comptes (So You Think You Can Finance)
17. Mindy Lahiri chaude comme la braise (Mindy Lahiri is DTF)
18. Bernardo et Anita (Bernardo & Anita)
19. Mindy récidiviste (Baby Got Backslide)
20. Le Meilleur du meilleur (Trap Queen)
21. Sous le soleil du Texas (Under the Texan Sun)
22. Retour à Princeton (Princeton Charming)
23. Des boules et des gourdins (There's No Crying in Softball)
24. L'Enfant star (My Kid Stays In The Picture)
25. Les Choses les plus simples (Freedom Tower Women’s Health)
26. Le Briseur de couple (Homewrecker)

### Cinquième saison (2016-2017)
Elle a été diffusée du 4 octobre 2016 au 28 mars 2017 sur Hulu et au Canada, du 27 octobre 2016 au 30 mars 2017 sur Citytv.
1. Le Temps des décisions (Decision 2016)
2. La Grève des infirmiers (Nurses' Strike)
3. Margaret Thatcher (Margaret Thatcher)
4. Mindy Lahiri est misogyne (Mindy Lahiri Is a Misogynist)
5. Miracle à New York (Leland Breakfast Is the Miracle Worker)
6. À la poursuite de mes rêves (Concord)
7. Quand l'infirmière contre-attaque (Revenge of the Nurse)
8. Un jour sans fin (Hot Mess Time Machine)
9. La Bat Mitsvah (Bat Mitzvah)
10. Débarrassez-moi de mon ex ! (Take My Ex-Wife, Please)
11. Prem's (Dibs)
12. Le Meilleur Ami de Mindy (Mindy Lahiri Is a White Man)
13. Une indienne en colère (Mindy's Best Friend)
14. Voulez-vous m'épouser (A Decent Proposal)

### Sixième saison (2017)
Cette sixième et dernière saison a été diffusée du 12 septembre au 14 novembre 2017.
1. Tout ça pour ça ? (Is That All There Is?)
2. Un découplement romantique (A Romantical Decouplement)
3. Par la force... du divorce (May Divorce Be With You)
4. La petite copine de Léo (Leo's Girlfriend)
5. La soirée costumée (Jeremy & Anna's Meryl Streep Costume Party)
6. Un homme en crise (The Midwife's Tale)
7. Mindy face à elle-même (Girl Gone Wild)
8. J'irai où tu iras (Doctors Without Boundaries)
9. Le vrai Danny (Danny in Real Life)
10. Toi et personne d'autre (It Had to Be You)

## Univers partagé
La série se déroule dans le même univers télévisuel que la série Superstore. Bien qu'elles se déroulent géographiquement dans deux états différents, la chaîne de magasins Cloud 9, pour laquelle les héros de Superstore travaillent, apparait dans la série. Mindy se rend dans l'un des magasins de la chaîne se trouvant au Texas lors d'un épisode de la cinquième saison.
La série télévisée Good Girls fait également partie de cet univers. Les trois séries partagent le même producteur et distributeur, Universal Television.

## Audiences

### Aux États-Unis
Aux États-Unis, l’épisode pilote de la série est diffusé sur Fox le mardi 25 septembre 2012. Il réalise un démarrage correct en touchant 4,67 millions de téléspectateurs et en réalisant un taux de 2,4 % sur les 18/49 ans, la cible prisée des annonceurs américains. Ensuite, les épisodes se stabilisent au-dessus des 3 millions de téléspectateurs pour réunir en moyenne 3 millions de téléspectateurs lors de sa première saison.
La deuxième saison de la série, lancée le mardi 17 septembre 2013, réalise un retour décevant en réunissant 3,83 millions de téléspectateurs et un taux de 1,9 % sur les 18-49 ans. Ensuite, les audiences se stabilisent en deçà des 3 millions de fidèles. La saison 2 a rassemblé en moyenne 2,6 millions de fidèles, soit une baisse de 400 000 téléspectateurs par rapport à la première saison.
Lors de son retour pour une troisième saison, la série réunit 2,68 millions de téléspectateurs et réalise un taux de 1,3 % sur la cible fétiche des annonceurs, soit le plus faible démarrage de la sitcom. Durant cette saison, l'érosion s'est confirmée avec en réalisant des audiences aux alentours de 2,2 millions de fidèles. De plus, le 19 épisode de la saison, réalise, la pire audience de la série avec seulement 1,76 million de téléspectateurs. La saison a réuni en moyenne 2,3 millions de fidèles, soit une perte de 300 000 fidèles, comparé à la saison précédente. Des scores ne permettant pas à la série d'être renouvelée pour une quatrième saison, sur le réseau FOX. Elle poursuit alors sa carrière sur Hulu.
| Saison | Nombre d'épisodes | Jour et heure de diffusion | Diffusion originale sur FOX | Diffusion originale sur FOX | Année     | Audience moyenne (en millions) | Audience moyenne (en millions) | Audience moyenne (en millions) |
| Saison | Nombre d'épisodes | Jour et heure de diffusion | Début de saison             | Fin de saison               | Année     | Première                       | Finale                         | Moyenne                        |
| ------ | ----------------- | -------------------------- | --------------------------- | --------------------------- | --------- | ------------------------------ | ------------------------------ | ------------------------------ |
| 1      | 24                | Mardi 21 h 30              | 25 septembre 2012           | 14 mai 2013                 | 2012-2013 | 4,67                           | 2,57                           | 3,00                           |
| 2      | 22                | Mardi 21 h 30              | 17 septembre 2013           | 6 mai 2014                  | 2013-2014 | 3,83                           | 2.48                           | 2.60                           |
| 3      | 21                | Mardi 21 h 30              | 16 septembre 2014           | 24 mars 2015                | 2014-2015 | 2.68                           | 2.05                           | 2.30                           |

## Distinctions

### Récompenses
- Casting Society of America Awards 2013 : meilleure distribution

### Nominations
- Critics' Choice Television Awards 2014 : meilleur acteur dans une série télévisée comique pour Chris Messina
- Teen Choice Awards 2014 : meilleure actrice dans une série télévisée comique pour Mindy Kaling
- Critics' Choice Television Awards 2015 : du meilleur acteur dans une série télévisée comique pour Chris Messina (acteur)

## Produits dérivés

### Sorties DVD
Les deux premières saisons sont sortis sous forme d'un coffret de 8 DVD.
- The Mindy Project - Saisons 1 et 2 (46 épisodes en 8 DVD) : sorti le 24 mars 2015[58]